# Oscar de la Hoya
Oscar de la Hoya (Montebello (Californië), 4 februari 1973) is een Amerikaans bokser, die ook wel bekendstaat als Golden Boy. Bij de Olympische Zomerspelen van 1992 in Barcelona won hij de gouden medaille in het lichtgewicht (tot 60 kilogram). Hij won meerdere wereldtitels in zes gewichtsklassen.